# Kakua
Kakua (jap. 覺阿; ur. 1142, data śmierci nieznana) – japoński buddysta, jeden z pierwszych orędowników zen w Japonii.
Był najpewniej pierwszym Japończykiem, który udał się do Chin w celu praktykowania chanu. Było to w 1171 roku Został uczniem mistrza chan Fohaia Huiyuana (1103–1176) ze szkoły yangqi (odgałęzienie szkoły linji). W 1175 r. otrzymał pieczęć potwierdzenia oświecenia. Udał się wtedy w najodleglejsze zakątki gór i praktykował tam wytrwale w samotności. Gdy tylko ludzie go odnajdywali i prosili o nauczanie, wypowiadał kilka słów i natychmiast przenosił się jeszcze dalej.
Po jego powrocie do Japonii usiłował propagować zen, ale spotkał się z bardzo niewielkim zainteresowaniem. Usłyszał o nim cesarz i poprosił o mowę zen w celu moralnego podbudowania jego i podwładnych. Kakua stanął w milczeniu przed cesarzem, następnie zrobił piszczałkę z zakładki swojej szaty, zagwizdał jedną krótką nutę, grzecznie się ukłonił i wyszedł. Udał się na górę Hiei, gdzie słuch o nim zaginął.
Nie przekazał on więc niczego, poza swoją słynną jedną nutą zen.